# پونتیاک فیرو
پونتیاک فیرو (Pontiac Fiero) خودرویی است که در سال‌های ۱۹۸۴ تا ۱۹۸۸در ایالات متحده آمریکا تولید شده‌است.
این خودرو در کلاس خودرو اسپورت قرار گرفته و طراحی آن خودروهای موتور وسط عقب-محور عقب بوده است. سیستم جعبه‌دندهٔ آن ۳ دنده به دو صورت خودکار و دستی است.